# Don Winslow
Don Winslow (New York, 31 ottobre 1953) è uno scrittore statunitense.
Considerato uno degli scrittori più rappresentativi del poliziesco americano contemporaneo, è autore, tra gli altri, dei libri L'inverno di Frankie Machine e Il potere del cane.

## Biografia
Scrittore e regista teatrale e televisivo, nonché diverse volte attore e guida di safari, Winslow è stato anche un investigatore privato e consulente di studi legali ed assicurazioni. Come spiega lo stesso scrittore, ha scritto ben sei romanzi prima di lasciare quel lavoro. Vive in California, a San Diego, località in cui sono ambientate diverse sue opere. Ha esordito con il romanzo A Cool Breeze on the Underground (edito in Italia da Einaudi, nella collana Stile libero, nell'aprile 2016, con il titolo London Underground).
Da The Death and Life of Bobby Z è stato tratto nel 2007 il film omonimo (uscito in Italia come Bobby Z - Il signore della droga), diretto da John Herzfeld e interpretato da Paul Walker e Laurence Fishburne. Ha inoltre co-sceneggiato l'adattamento del suo romanzo Le belve, diretto da Oliver Stone. I diritti de L'inverno di Frankie Machine sono stati acquistati da Robert De Niro, che ne trarrà un film e ne impersonerà il protagonista. Nell'aprile 2022, Winslow ha annunciato il suo ritiro dalla scrittura, per concentrarsi sulla realizzazione di video politici e sul suo attivismo. Escono i seguiti di City on Fire - City of Dreams, 2023, e City in Ruins, 2024.. "I tempi in cui viviamo hanno richiesto da me una risposta diversa da quella che potrei dare in un romanzo", ha detto. “Volevo combattere. Non volevo scrivere un necrologio romanzesco sull’America che perde la democrazia”. Ha quindi iniziato a produrre video che attaccano Trump e i conservatori attraverso la sua Don Winslow Films.
Nel maggio 2025, Winslow annuncia l'uscita per settembre del nuovo libro, The Final Score, una raccolta di racconti.

## Opere

### Le indagini di Neal Carey
1. London Underground (A Cool Breeze on the Underground, 1991), Torino, Einaudi, 2016.
2. China Girl (The Trail to Buddha's Mirror, 1992), Torino, Einaudi, 2016.
3. Nevada Connection (Way Down on the High Lonely, 1993), Torino, Einaudi, 2017.
4. Lady Las Vegas (A Long Walk Up the Water Slide, 1994), Torino, Einaudi, 2018.
5. Palm Desert (While Drowning in the Desert, 1996), Torino, Einaudi, 2018.

### Trilogia del Cartello
1. Il potere del cane (The Power of the Dog, 2005), Torino, Einaudi, 2009.
2. Il cartello (The Cartel, 2015), Torino, Einaudi, 2015.
3. Il confine (The Border, 2019), trad. di Alfredo Colitto, Torino, Einaudi, 2019.

### Le avventure del detective Boone Daniels
1. La pattuglia dell'alba (The Dawn Patrol, 2008), Torino, Einaudi, 2010.
2. L'ora dei gentiluomini (The Gentlemen's Hour, 2009), Torino, Einaudi, 2016.

### Le avventure di Ben, Chon e Ophelia
1. Le belve (Savages, 2010), Torino, Einaudi, 2011.
2. I re del mondo (The Kings of Cool, 2012 - prequel di Savages), Torino, Einaudi, 2012.

### Le indagini di Frank Decker
1. Missing New York (Missing. New York, 2014), Torino, Einaudi, 2014.
2. Germany, 2016

### Trilogia Danny Ryan
1. Città in fiamme (City on Fire, 2022), trad. Alfredo Colitto, Milano, HarperCollins, 2022, ISBN 978-88-690-5966-7.
2. Città di sogni (City of Dreams, 2023), trad. Alfredo Colitto, Milano, HarperCollins, 2023, ISBN 979-12-598-5128-4.
3. Città in rovine (City in Ruins, 2024), trad. Alfredo Colitto, Milano, HarperCollins, 2024, ISBN 979-12-598-5330-1.

### Romanzi singoli
- Ultima notte a Manhattan (Isle of Joy, 1996), Torino, Einaudi, 2021, ISBN 88-06-214-31-4.
- La leggenda di Bobby Z (The Death and Life of Bobby Z, 1997), Milano, Rizzoli, 1997; col titolo Morte e vita di Bobby Z, nuova trad., Torino, Einaudi, 2013.
- La lingua del fuoco (California Fire and Life, 1999), Torino, Einaudi, 2010.
- L'inverno di Frankie Machine (The Winter of Frankie Machine, 2006), Torino, Einaudi, 2008.
- About Tommy Flynn, 2011
- Satori, Bompiani, 2011 (Satori, 2011)
(prequel di Il ritorno delle gru di Trevanian)
- Vengeance, 2014
- Corruzione (The Force, 2017), trad. di Alfredo Colitto, Torino, Einaudi, 2017.

### Raccolta di racconti
- Broken (Broken, 2020), Milano, HarperCollins, 2020.

### Non-fiction
- Looking for a Hero, con Peter Maslowski, 2004